# Bel Air North
Bel Air North é uma Região censo-designada localizada no estado americano de Maryland, no Condado de Harford.

## Demografia
Segundo o censo americano de 2000, a sua população era de 25.798 habitantes.

## Geografia
De acordo com o United States Census Bureau tem uma área de 
42,4 km², dos quais 42,4 km² cobertos por terra e 0,0 km² cobertos por água.

## Localidades na vizinhança
O diagrama seguinte representa as localidades num raio de 12 km ao redor de Bel Air North. 